# Lorenzo de San Nicolas

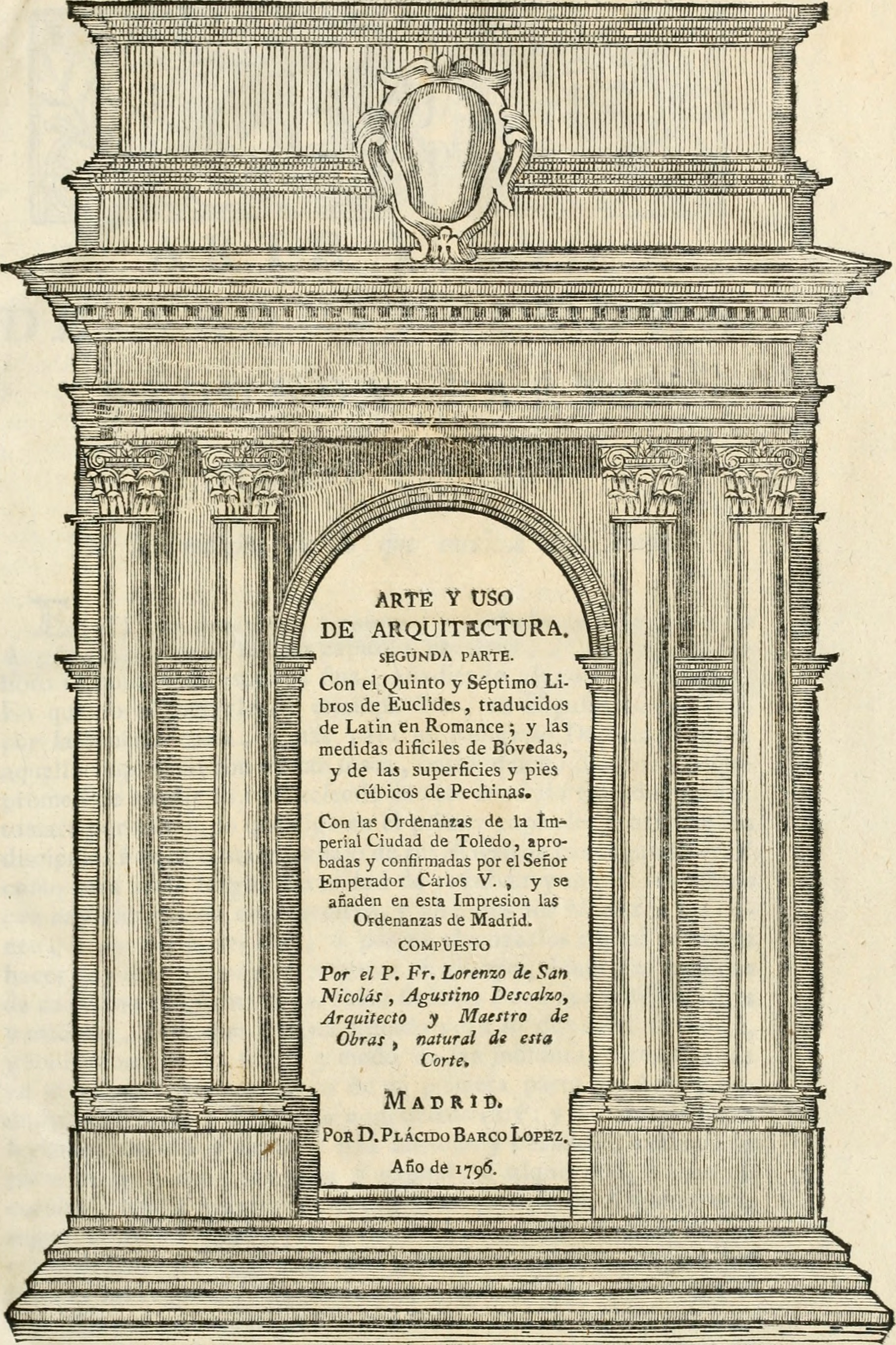
Arte y Uso de Arquitectura.

Frate Lorenzo de San Nicolás al secolo Lorenzo Martín (Madrid, 1593 – Madrid, 1679) è stato un religioso e architetto spagnolo dell'Ordine degli agostiniani recolletti, noto architetto della corte spagnola durante il XVII secolo, ma soprattutto conosciuto per la pubblicazione del trattato Arte y Uso de Arquitectura.

## Biografía
Fu battezzato nel 1593 nella parrocchia di San Ginés. Era figlio di María Gerbao e di Juan Martín, anche lui architetto e poi agostiniano recolletto (con il nome di fra Juan de Nuestra Señora de la O). Aveva tre fratelli che morirono da bambini. Sua madre morì a Siviglia, dove la famiglia si era trasferita per imbarcarsi per India.
Dopo vari trasferimenti, Juan Martín entrò nel convento degli agostiniani scalzi di Jarandilla de la Vera, e poco dopo inviò il piccolo Lorenzo a Madrid per studiare architettura con un capomastro. Quando Lorenzo tornò con suo padre, Juan di Nostra Signora di O era diventato capomastro dell'ordine.
Nel 1609, all'età di sedici anni, entro nell'ordine degli agostiniani seguendo il desiderio di suo padre, senza trascurare la sua formazione di architetto. Nel 1635 venne ordinato e da quel momento al 1656 realizzò la maggior parte delle sue opere. Tuttavia, il suo più grande contributo all'architettura del XVII secolo fu il suo trattato di architettura, Arte y Vso de Architectvra, pubblicato in due volumi, il primo nel 1639 e il secondo nel 1665. Questo lavoro godette di grande prestigio tra gli architetti di opere ecclesiastiche di diverse congregazioni, come nel caso dell'architetto cappuccino fra Domingo de Petres, che la chiese in Spagna (l'unica copia che disponeva la sua congregazione) per utilizzarla in Colombia, dove sviluppò gran parte della sua opera architettonica.
I suoi trattati e le importanti opere che realizzò gli consentirono di esser considerato un prestigioso architetto in Spagna. Gli furono assegnati molti titoli onorifici, come ad esempio più grande insegnante dell'Alhambra e della Cattedrale di Granada, nessuno dei quali accettò, anche se fece parte del consiglio consultivo delle opere della città di Madrid e del patronato reale.
Morì all'età di 86 anni, appena quattro anni dopo aver progettato la sua ultima opera.

## Trattati

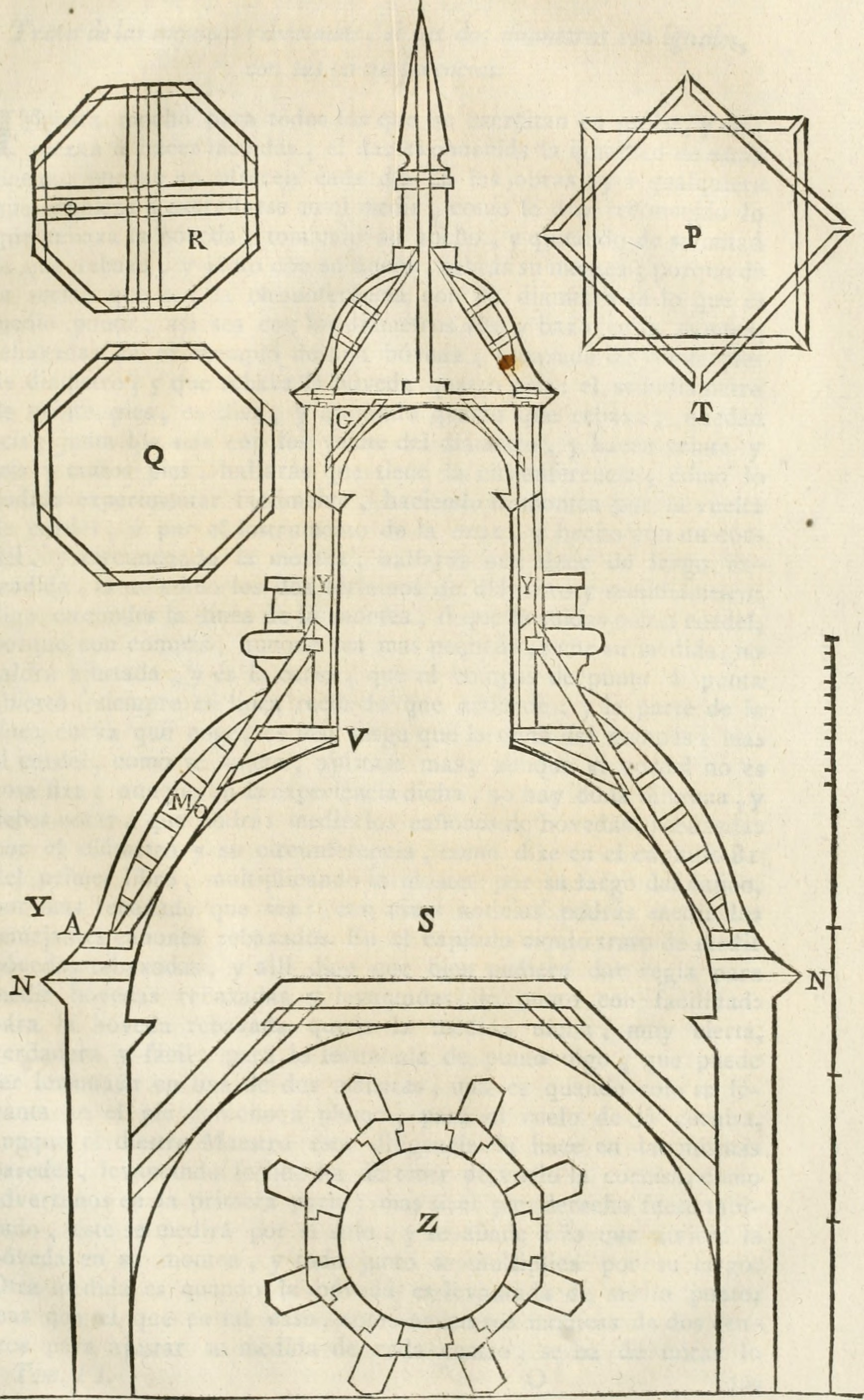
Illustrazione da Arte y Uso de Arquitectura.

Fra Lorenzo fu sempre interessato alla formazione degli architetti. Questo, unito alla mancanza di un manuale pratico sull'argomento in lingua spagnola lo indusse a scrivere un trattato, Arte y Uso de Arquitectura, pubblicato in due parti, la prima nel 1639 e la seconda nel 1665.
Il trattato ha un chiaro intento educativo, illustrando non solo le questioni teoriche dell'architettura, ma anche quelle pratiche come i bilanci, l'uso dei materiali e le responsabilità di un capomastro. A tale scopo, incluse come esempio alcune delle opere che erano state eseguite illustrando alcune innovazioni introdotte nell'architettura del XVII secolo.
L'opera, criticata in alcuni ambienti per il suo linguaggio semplice, gli fece guadagnare grande popolarità, tanto che negli anni successivi, nel 1665, ne pubblicò una versione ampliata e corretta.

## Opere

### A Madrid
- Cappella dórica del Desamparo de Cristo, convento di Copacabana.
- Chiesa di San Plácido, presso il convento omonimo.
- Cupola della chiesa di San Martín e Cappella del Santísimo Cristo.
- Chiesa de las Calatravas de la Concepción Real de Calatrava.
- Ricostruzione del chiostro della Chiesa di San Jerónimo el Real.

### In altre città

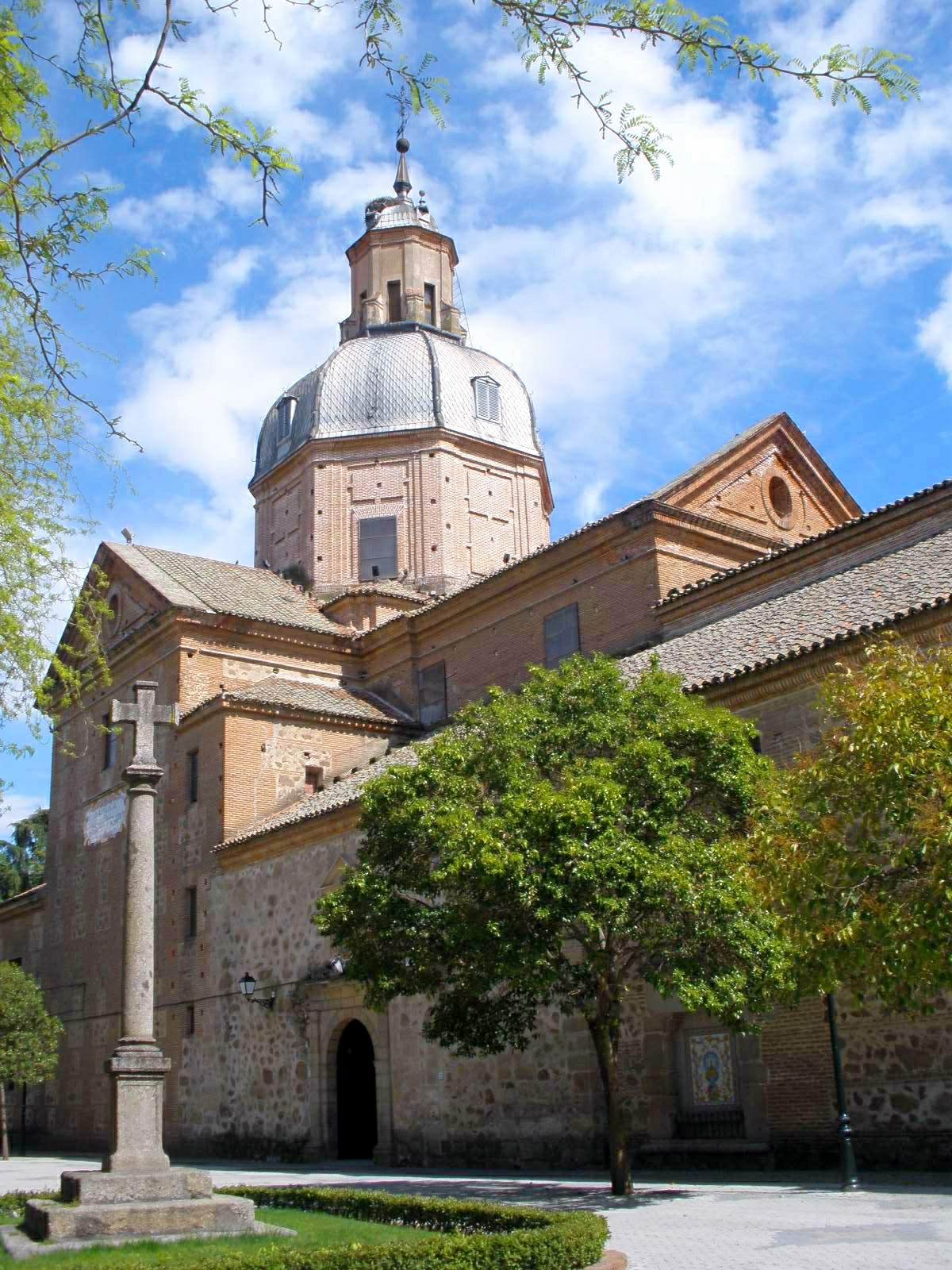
Basílica de Nuestra Señora del Prado. Talavera de la Reina.

- Cappella maggiore della Basílica de Nuestra Señora del Prado, Talavera de la Reina.
- Chiesa e convento di San Agustín el Viejo, attuale Museo de Cerámica Ruiz de Luna, Talavera de la Reina.
- Convento de la Encarnación de las Madres Bernardas, Talavera de la Reina.
- Convento de los Carmelitas, Talavera de la Reina.
- Cupola della chiesa de las Agustinas, Salamanca.
- Cupola della chiesa de Vidapobre, Toledo.
- Cupola della chiesa, Villaseca.
- Chiesa dell'ordine dei monaci agostiniani recolletti, nel convento agostiniano di Colmenar de Oreja.
- Cappella di Nuestra Señora del Amparo, nella chiesa di Santa María la Mayor di Colmenar de Oreja.
- Convento de las Agustinas Calzadas, Toledo.